# 鈴木忠雄
鈴木 忠雄（すずき ただお、1930年1月16日 - 2010年10月12日）は、日本の経営者。メルシャン社長を務めた。

## 来歴・人物
神奈川県出身。1951年に慶應義塾大学経済学部を卒業し、同年に味の素に入社。1971年に取締役に就任し、1973年に常務、1979年3月に専務を経て、1981年6月に副社長に就任し、1987年6月に副会長を経て、1991年6月には監査役に就任。一方で、1987年3月に三楽(のちのメルシャン)社長に就任し、2004年1月に会長、2006年3月に取締役相談役を経て、2007年3月には特別顧問に退いた。
2001年にはレジオンドヌール勲章シュパリエ章を受章。
2010年10月12日、中咽頭がんのために死去。80歳没。